# 王瓌 (唐朝)
王瓌或作王瑰（9世纪—891年），唐朝外戚，唐懿宗后宫王氏的弟弟，唐昭宗的舅舅。
文德元年（888年），唐昭宗即位，追尊母亲为皇太后，又授舅舅王瓌官职。王瓌谋求节度使，昭宗询问宦官杨复恭，杨复恭不同意，王瓌大骂杨复恭。王瓌出入宫中，很有权力，被杨复恭忌恨。杨复恭向唐昭宗奏请任王瓌为黔南节度使。891年，王瓌赴任至利州益昌县的吉柏津时，杨复恭命养堂侄山南西道节度使杨守亮弄翻王瓌的船只，王瓌在江中淹死，家族宾客都丧命。昭宗知道是杨复恭所害，更加憎恨杨复恭。